# Religiões afro-americanas

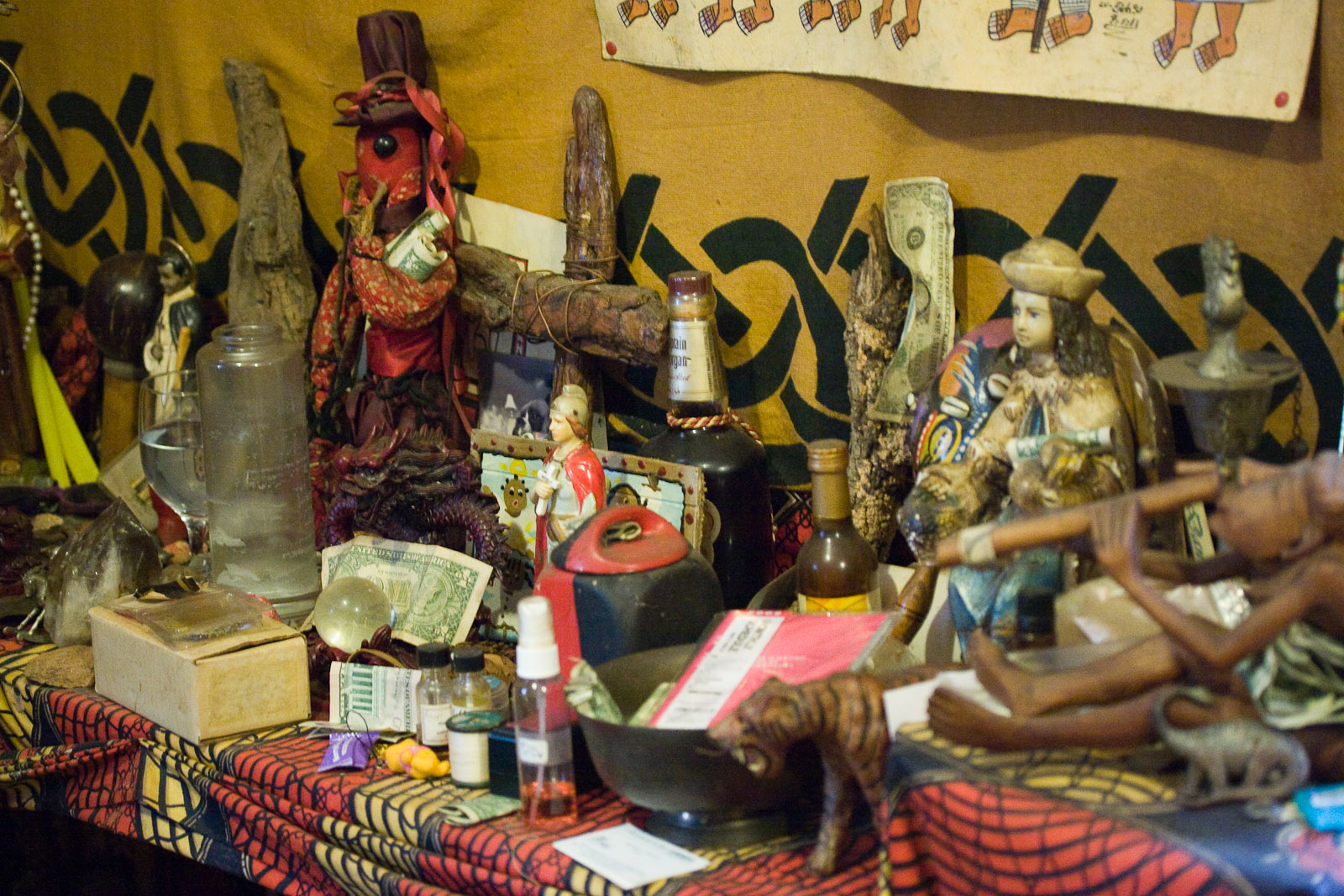
Exemplo do tradicional vodu da Louisiana altar no interior de um templo em Nova Orleans.

As religiões afro-americanas ou religiões da diáspora africana são relacionadas entre si e evoluíram, nas Américas, entre escravos africanos e seus descendentes, no Caribe e na América Latina, bem como na parte do sul dos Estados Unidos. Provêm das religiões tradicionais africanas, especialmente da África Ocidental e da África Central, apresentando semelhanças com a religião iorubá e o vodum da África Ocidental em particular.

## Características
Essas religiões geralmente envolvem Culto aos egunguns (ancestrais) e/ou de um panteão de divindades, como os loás do vodu haitiano, ou os orixás da Santería. Similares espíritos divinos também são encontrados nas tradições da África Central e África Ocidental de onde eles derivam - o Orixá da cultura iorubá, o inquice dos tradições Bantu (Congo), e o Vodum do Daomé (Benim), Togo, sul de Gana, e Burquina Fasso. Além de misturar estas diferentes mas relacionadas tradições africanas, muitas religiões afro-americanas incorporam elementos do Cristianismo, indígenas americanos, Espiritismo e mesmo das tradições Islâmicas. Esta mistura de tradições religiosas é conhecida como sincretismo.

### Tabela de correspondência
| Candomblé bantu (Inquices/Inkises/Nkises)              | Candomblé Queto (Orixás) | Candomblé jeje (Voduns)      | Palo e Santeria (Divindades) | Vodu haitiano (Loás ou voduns) | Ref         |
| Zambi                                                  | Olodumarê / Olorum       | Mawu                         | Olodumarê / Olorum           | Mawu                           | [ 1 ] [ 2 ] |
| Aluvaiá / Pambunzila/Pambu Njila                       | Exu/Elebará              | Lebá                         | Eleguá                       | Papa Lebá                      | [ 1 ] [ 2 ] |
| Incoce/ Nkosi/Roxi Mukumbe                             | Ogum                     | Gu                           | Ogum                         | Ogum Ferreiro                  | [ 1 ] [ 2 ] |
| Cabila /Kabila/Tauami/ Mutalambo                       | Oxóssi                   | Otolú                        | Ochosi                       |                                | [ 1 ] [ 2 ] |
|                                                        | Otim                     |                              |                              |                                | [ 1 ] [ 2 ] |
|                                                        | Ibualama                 |                              | Inlé                         |                                | [ 1 ] [ 2 ] |
| Telekompensu/Gongobila                                 | Logunedé                 | Averequete/Avrekete/Verekete |                              |                                | [ 1 ] [ 2 ] |
| Zaze/Nzazi/ Luango                                     | Xangô                    | Quevioço/Heviossô            | Xangô / Jebioso              | Ogum Xangô                     | [ 1 ] [ 2 ] |
| Caviungo/Kaviungo/ Quingongo/ Nsumbo/ Cafungê/ Kafunan | Obaluaiê / Omolu         | Sapatá/Possum/Azansu         | Babalu Aiê / Sapatá Agroniga | Sagbata                        | [ 1 ] [ 2 ] |
| Angorô / Hongolô                                       | Oxumarê                  | Dã / Bessém                  | Ochumare                     | Aida Wedo / Damballah          | [ 1 ] [ 2 ] |
| Catendê/Katendê                                        | Oçânhim/Ossain/Ossanha   | Agué                         | Osain                        | Ossange                        | [ 1 ] [ 2 ] |
| Matamba/Kaiango/Bamburucema                            | Iansã                    | Vodum Jó                     | Oyya                         | Ogoun-Djamsan                  | [ 1 ] [ 2 ] |
| Dandalunda/ Samba/ SambaKalunga                        | Oxum                     | Aziri Tobossi                | Ochum                        | Ezili                          | [ 1 ] [ 2 ] |
| Caia/ Kaia/ Kaiatumba/ Mikaia/ Kukueto                 | Iemanjá                  | Naetê                        | Iemanjá                      | Agué                           |             |
| Nzumbarandá/Gangazumbá                                 | Nanã Buruquê             | Buku                         | Ananu                        | Nanan bouclou                  | [ 1 ] [ 2 ] |
| Karamusê                                               | Obá                      |                              | Obba Nani                    |                                | [ 1 ] [ 2 ] |
|                                                        | Ieuá, Euá, Ewá           | Ewá                          | Yewa                         |                                | [ 1 ] [ 2 ] |
|                                                        | Axabó                    |                              | Ayao                         |                                | [ 1 ] [ 2 ] |
| Vunje/Nvunji                                           | Ibeji                    |                              | Los Ibeyis                   | Marassas                       | [ 1 ] [ 2 ] |
| Quitembo/Kitembo                                       | Irocô                    | Loco                         | Irocco                       | Papa Loco                      | [ 1 ] [ 2 ] |
|                                                        | Egungum                  |                              | Eggun                        |                                | [ 1 ] [ 2 ] |
|                                                        | Onilé                    | Aizã                         |                              |                                | [ 1 ] [ 2 ] |
| Lemba/Lembaragangê/Lembá                               | Oxalá                    | Lissá                        | Ochanla                      |                                | [ 1 ] [ 2 ] |
|                                                        | Obatalá                  |                              | Obatalá                      | Ogu-Batalá                     | [ 1 ] [ 2 ] |
|                                                        | Orunmila                 | Fa                           | Orula                        |                                | [ 1 ] [ 2 ] |
|                                                        | Odudua                   |                              | Oddua Aremu                  |                                | [ 1 ] [ 2 ] |
|                                                        | Oraniã                   |                              |                              |                                | [ 1 ] [ 2 ] |
|                                                        | Baiâni                   |                              | Obañeñe                      |                                | [ 1 ] [ 2 ] |
|                                                        | Olocum                   | Abê                          | Olocum                       |                                | [ 1 ] [ 2 ] |
| Quisimbi                                               | Olossá                   |                              |                              |                                | [ 1 ] [ 2 ] |
|                                                        | Oxalufã                  |                              |                              |                                | [ 1 ] [ 2 ] |
| Nkasutê/ Nkasulê                                       | Oxaguiã                  |                              | Ochagriña                    |                                | [ 1 ] [ 2 ] |
|                                                        | Ocô                      |                              | Oricha Oko                   | Papa Zaka                      | [ 1 ] [ 2 ] |
|                                                        |                          |                              | Asowuano                     |                                | [ 1 ] [ 2 ] |
|                                                        |                          |                              | Agallu                       |                                | [ 1 ] [ 2 ] |
|                                                        |                          | Aizã                         |                              | Aiza                           | [ 1 ] [ 2 ] |
|                                                        |                          | Agassu                       |                              |                                | [ 1 ] [ 2 ] |
|                                                        |                          | Aguê                         |                              |                                | [ 1 ] [ 2 ] |
|                                                        |                          |                              |                              |                                | [ 1 ] [ 2 ] |
| Invumbe                                                |                          |                              |                              |                                | [ 1 ] [ 2 ] |
| ------------------------------------------------------ | ------------------------ | ---------------------------- | ---------------------------- | ------------------------------ | ----------- |

## Lista de tradições
| Religiões afro-americanas | Religiões afro-americanas  | Religiões afro-americanas | Religiões afro-americanas | Religiões afro-americanas |  |
| ------------------------- | -------------------------- | --- | --- | --- |  |
| Religião                  | Desenvolvido em*           | Raiz Ancestral | Também praticado em | Observações |  |
| Candomblé                 | Brasil                     | Sincretismo - Catolicismo sincrético Iorubá - orixás Fon - voduns Banto - inquices | Alemanha, Argentina, Colômbia, Espanha, Guianas, Itália, México, Panamá, Portugal, Uruguai, Estados Unidos, Canadá, Venezuela                                  | Nações: Candomblé queto , Candomblé jeje, Candomblé angola ou bantu (Bantu refere-se às nações Congo e Angola) Nação Ijexá são poucas casas. O Candomblé de Caboclo é sincrético |  |
| Batista espiritual        | Trinidade e Tobago         | Sincretismo - Catolicismo sincrético - Protestantismo batista Espiritismo Iorubá - orixás | Estados Unidos,Granada, Jamaica, São Vicente e Granadinas, Trindade e Tobago e Ilhas Virgens                                                                   | Existe também dentro dessa tradição os Batistas de Xangô, que podem ou não ser associados aos batistas espirituais em conjunto com os Trinidad Orisha. |  |
| Batuque                   | Brasil - Rio Grande do Sul | Sincretismo - Catolicismo sincrético Espiritismo Iorubá - orixás | Argentina, Uruguai, | Nações Jeje, Ijexá, Oió, Cabinda e mescladas. |  |
| Umbanda                   | Brasil                     | Sincretismo - Catolicismo sincrético Espiritismo Iorubá - orixás Fon - voduns Banto - inquices Xamanismo | Alemanha, França, Japão, Argentina, Bolívia, Chile, Colômbia, Espanha, Guianas, Itália, México, Panamá, Paraguai, Portugal, Uruguai, Estados Unidos, Venezuela | Adiciona elementos Indígenas (principais guiasː Preto Velho, Caboclo, Crianças, Exus e Pombagiras). Fundada no início do século XX. |  |
| Quimbanda                 | Brasil                     | Sincretismo - Catolicismo sincrético Iorubá - orixás Fon - voduns Banto - inquices Feitiçaria Xamanismo | Argentina, Uruguai, Inglaterra, Espanha, Estados Unidos | Veneração de espíritos chamados Exu e Pombajira Não confundir com quimbanda (magia negra). Na maioria das vezes é praticada como um elemento ritualístico da Umbanda. |  |
| Santeria                  | Cuba                       | Sincretismo - Catolicismo sincrético Espiritismo Iorubá - orixás Xamanismo | Estados Unidos, Porto Rico, República Dominicana, Venezuela, México                                                                                            | |  |
| Regla de Arará            | República Dominicana       | vudu do Daomé | | |  |
| Regla de Palo             | República Dominicana       | Banto - inquice | Cuba, Porto Rico, Venezuela | Também chamado Palo Mayombe, Palo Monte, Regla de Congo. Na maioria das vezes é praticada como um elemento ritualístico da Santeria. |  |
| Tambor de Mina            | Brasil - Maranhão          | Principalmente jeje, sobretudo no Kwerebentã de Zomadonu, mas também possui fortes e incontestáveis raízes nagô. Sincrético (Catolicismo e Pajelança) Embora as tradições jeje e nagô sejam melhor documentadas, na Mina também estão presentes elementos de outras procedências africanas como agrôno, nupé, cacheu, fulupa ou felupe, bijagó, balanta, nalu, manjaro, mandinga, fanti, ashanti, gangá, cambinda, congo e angola. | Praticamente em toda a região amazônica. Guianas | Na Mina, são cultuados, principalmente, voduns, alguns orixás (que se comportam como voduns) e grande número de entidades da Encantaria, os encantados - gentilheiros e caboclos - de comportamento diferente dos caboclos da umbanda; A maioria dos terreiros comumente realiza rituais predominantemente indígenas como cura, borá e canjerê. Apesar de complexa, a Mina consegue congregar grande número de elementos diferentes que coexistem de maneira autônoma. A existência de centros de culto abertos a influências do candomblé e da umbanda leva a que a Mina seja errônea e grosseiramente confundida com estes últimos. |  |
| Vodu, Vodum               | Haiti, Brasil              | vodum do Daomé | Chile, Cuba, República Dominicana, Estados Unidos | (O vodum, no Brasil, é chamado de Tambor de Mina e Candomblé Jeje) |  |
| Obeah                     | Jamaica                    | vudu do Daomé | Trinidad e Tobago | |  |
| Winti                     | Suriname                   | | | |  |
| Kumina                    | Jamaica                    | Congo | | |  |
| Trinidad Orisha           | Trinidad e Tobago          | Sincretismo - Catolicismo sincrético - Protestantismo batista Iorubá - orixás | Jamaica, Estados Unidos | protestantismo, sincretismo. Desde o início do século XIX. Existe também dentro dessa tradição os Batistas de Xangô, que podem ou não ser associados aos trinidad orishas em conjunto com os Batistas espirituais. |  |
| Hodu, Vodu da Luisiana    | Estados Unidos             | Congo, Daomé, Togo | | Principalmente no sul dos Estados Unidos. Não é uma religião mas está enraizada em todas as religiões indígenas da África Central e África Ocidental. |  |

* "Desenvolvido em" Como indicado no gráfico, não referem-se às religiões de origem indígena no interior da África continental. Refere-se apenas ao seu desenvolvimento no Novo Mundo.
Outras religiões regionais intimamente relacionadas incluem:
- Xangô do Recife[12] ou Xangô do Nordeste no Brasil
- Tambor de Mina no Brasil
- Candomblé Queto na Bahia, no Brasil

## Novos movimentos religiosos
Alguns novo movimento religioso sincréticos têm elementos destas religiões Africanas, Mas são predominantemente enraizadas em outras tradições espirituais. A primeira onda de tais movimentos originou-se na década de 1930:
- Santo Daime (Catolicismo e Espiritismo, Brasil)
- Nação do Islã (Islamismo, Estados Unidos)
- Rastafarianismo (Cristianismo e Judaísmo, Jamaica),

Uma segunda onda de novos movimentos origina-se nas décadas de 1960 a 1970, no contexto da emergência de Nova Era e Neopaganismo nos Estados Unidos:
- União do Vegetal (Brasil, entheogenic, desde 1961)
- Vale do Amanhecer  (Brasil, Espiritismo, desde 1965)
- Ausar Auset Society (USA, Kemetism, Pan-Africanismo, desde 1973),
- Black Buddhist Community in America (USA, Budismo, desde os anos 1960)